# جيم روكر
جيم روكر (بالإنجليزية: Jim Rooker)‏ هو كاتب وكاتب للأطفال أمريكي، ولد في 23 سبتمبر 1942 في ليكفيو في الولايات المتحدة.